# Anton Buchberger
Anton Buchberger (16. srpna 1792 Znojmo – 11. ledna 1880 Znojmo) byl rakouský politik, poslanec Moravského zemského sněmu a v letech 1850–1857 první starosta Znojma.

## Životopis
Narodil se ve Znojmě v rodině koželuha Antona Buchbergera a jeho ženy Anny, rozené Wuschkan. Navštěvoval znojemské gymnázium, kde byl jeho spolužákem spisovatel Karl Postl známý pod pseudonymem Charles Sealsfield. Původně byl určen pro duchovní dráhu, ale pak musel převzít otcovo řemeslo. Aby ho mohl převzít, musel podle tehdejších předpisů na vandr. Při něm navštívil dnešní Německo, Švýcarsko, Itálii a Belgii. V roce 1818 otcovu dílnu převzal.
V roce 1839 se stal členem obecního výboru a v roce 1845 1. reprezentantem obecního výboru. V roce 1848 zastupoval Znojmo, stejně jako jeho nástupce ve funkci starosty Anton Glasner, v prozatímním zastoupení královských měst na stavovském Moravském zemském sněmu. V letech 1848–1849 byl potom poslancem voleného Moravského zemského sněmu. Nastoupil sem po zemských volbách roku 1848 za kurii městskou, obvod Znojmo.
V roce 1850 došlo ke zřízení místních samospráv. Starostou Znojma byl zvolen Johann Elsinger, který ale funkci pro vysoký věk odmítl, a tak byl až ve třetím kole volby zvolen prvním starostou Znojma Anton Buchberger. Ve funkci inicioval vznik Znojemské spořitelny v roce 1855. Rezignoval v roce 1857. Předtím v roce 1855 obdržel zlatý záslužný kříž.
Oženil se s Katharinou Poitram, s níž měl osm dětí – Annu (nar. 1838), Katharinu Franzisku (nar. 1839), Franze (nar. 1840), Marii Magdalenu (nar. 1841), Josefu Koletu (nar. 1844), Aloise (nar. 1847, jeho manželkou se později stala Theresia Brantner, dcera dalšího znojemského starosty Johanna Brantnera), další dceru (nar. 1849) a Franze Xavera Josefa (nar. 1854).